# Xiejiadian (sockenhuvudort i Kina, Jiangsu Sheng, lat 32,21, long 118,74)
Xiejiadian (kinesiska: 卸甲甸街道) är en sockenhuvudort i Kina. Den ligger i provinsen Jiangsu, i den östra delen av landet, omkring 17 kilometer norr om provinshuvudstaden Nanjing. Antalet invånare är 57 613. Befolkningen består av 27 089 kvinnor och 30 524 män. Barn under 15 år utgör 11,0 %, vuxna 15-64 år 78 %, och äldre över 65 år 9,0 %.
Runt Xiejiadian är det mycket tätbefolkat, med 1 956 invånare per kvadratkilometer. Närmaste större samhälle är Nanjing, 16,9 km söder om Xiejiadian. Trakten runt Xiejiadian består till största delen av jordbruksmark.
Genomsnittlig årsnederbörd är 1 291 millimeter. Den regnigaste månaden är juli, med i genomsnitt 289 mm nederbörd, och den torraste är december, med 32 mm nederbörd.